# Cheilotrichia austronymphica
Cheilotrichia austronymphica är en tvåvingeart som först beskrevs av Alexander 1943.  Cheilotrichia austronymphica ingår i släktet Cheilotrichia och familjen småharkrankar. Inga underarter finns listade i Catalogue of Life.